# Jan Dukas (sebastokrator)
Jan Dukas (Grecki Ἰωάννης Δούκας, ur. ok. 1125/1127, zm. ok. 1200) – bizantyński arystokrata.

## Życiorys
Był synem Teodory Komneny i Konstantyna Angelosa. Jan Dukas miał pięciu legalnych synów, z których dwóch z pierwszego małżeństwa, kolejnych ze związku z Zoe Doukainą. Trzy jego córki także ze związku z Zoe oraz nieślubnego syna z konkubiną:
- Izaak Angelos (ur. ok. 1155/03), ożenił się z córką Aleksego Branasa, prawdopodobnie zginął w okresie IV w krucjaty w 1203.
- Aleksy Komnen Dukas (ur. około 1160), oślepiony z rozkazu Andronika I Komnena
- Teodor Angelos Dukas Komnen (ur. ok. 1180/85, zm. po 1253), władca Epiru 1214-1227 roku, cesarz Tesaloniki 1227-1230.
- Manuel Angelos Dukas Komnen, władca (despota) Tesaloniki w latach 1230–1237, władca Tesalii w latach 1239–1241.
- Konstantyn Komnen Dokas (ur. ok. 1172, zm. 1242), despota,  gubernator Etolii i Akarmanii.
- córka nieznanego imienia (prawdopodobnie Teodora) (ur. ok. 1178), żona Michała Kantakuzena.
- córka nieznanego imienia (prawdopodobnie Irena) (ur. ok. 1180/1188)
- córka nieznanego imienia (prawdopodobnie Anna) (ur. ok. 1190), żona Mateusza Orsini, hrabia Kefalenii w latach 1194–1238.
- Michał I Angelos (zm. 1215), władca Epiru w latach 1205-1215.